# (5573) Hilarydownes
(5573) Hilarydownes est un astéroïde de la ceinture principale.

## Description
(5573) Hilarydownes est un astéroïde de la ceinture principale. Il fut découvert le 24 août 1981 à l'observatoire Kleť par Antonín Mrkos. Il présente une orbite caractérisée par un demi-grand axe de 2,59 UA, une excentricité de 0,29 et une inclinaison de 11,2° par rapport à l'écliptique.